# Shiraishi-jima

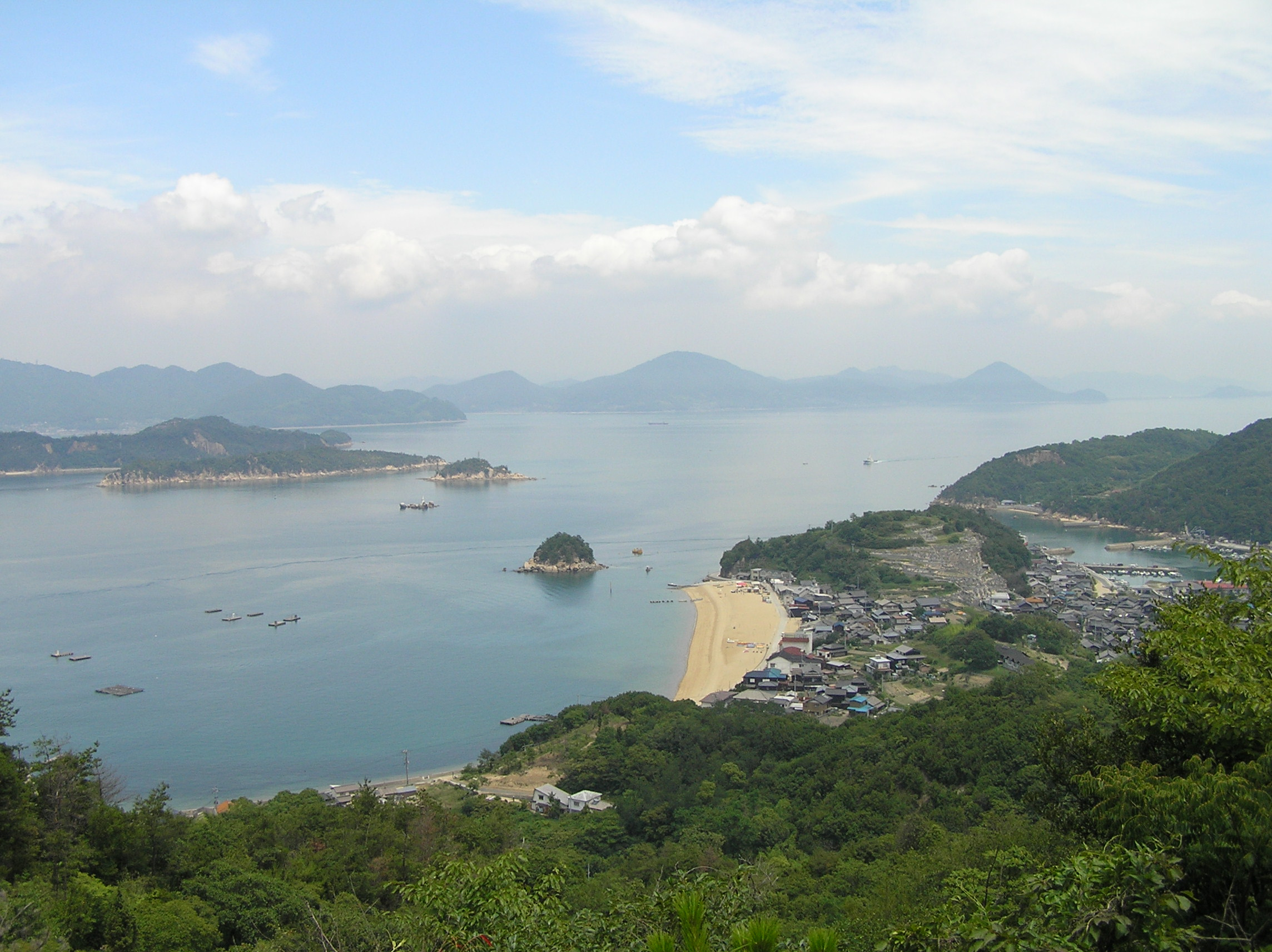
Vue d'une colline de l'île Shiraishi.

Shiraishi-jima (白石島) est une île de la mer intérieure de Seto considérée comme faisant partie de la municipalité de Kasaoka dans la préfecture d'Okayama. C'est l'une des six îles habitées des îles de Kasaoka, une chaîne d'îles le plus facilement accessibles depuis la ville portuaire de Kasaoka dans le Honshū, principale des quatre îles du Japon.